# Gabriel Wilhelm Andstén
Gabriel Wilhelm Andstén, född 31 juli 1818 i Helsingfors, död 31 maj 1894 i Helsingfors, var en finländsk fajansfabrikör.
Gabriel Andstén var son till murarmästaren och byggmästaren Henrik Andstén (född 1791) och Helena Johansdotter (född 1787). Han var näst äldst i en syskonskara på fem. Han gick i Helsingfors trivialskola 1828–1838. Efter gesälltiden som murare arbetade han i en fajansfabrik i Sankt Petersburg. 
Han arrenderade 1842 av Helsingfors stad på 50 år Villa n:o 24, kallad Wilhelmsberg eller Kuraholmsbacken, i Sörnäs.
Han grundade där samma år, vid nuvarande Wilhelmsbergsgatan, den första kakel- och fajansfabriken i Finland.
Han var sekreterare i Hantverks- och Fabriksföreningen 1868–1871.
Gabriel Andstén gifte sig i maj 1844 med Anna Maria Skogling (1815-1890). Paret hade sex barn.